# Nitto Francesco Palma
Nitto Francesco Palma (né le 3 mars 1950 à Rome) est un magistrat et homme politique italien.

## Biographie
Sous-secrétaire d'État à l'Intérieur, à partir du 12 mai 2008, Nitto Francesco Palma est nommé ministre de la Justice le 27 juillet 2011 dans le gouvernement Silvio Berlusconi IV, en remplacement d'Angelino Alfano, nommé secrétaire général du Peuple de la Liberté.
Substitut du procureur de Rome jusqu'en 1993, chef du cabinet d'Alfredo Biondi, Palma est candidat de la Maison des libertés à la députation de Oderzo en 2001, et est élu. Il est membre de la commission des affaires constitutionnelles, à la Chambre des députés.
En 2006, Palma est élu au Sénat de la République, en Lombardie. Il est élu vice-président de la Commission des Affaires constitutionnelles.
En 2008, après la victoire de la droite aux élections générales, Palma est nommé secrétaire d'État au ministère de l'Intérieur, le 12 mai 2008. Il occupe ce poste jusqu'au 27 juillet 2011, date à laquelle il est nommé ministre de la Justice, en remplacement d'Angelino Alfano tout juste nommé secrétaire général du Peuple de la Liberté et désigné successeur possible de Berlusconi aux élections générales de 2013. Ses fonctions se terminent le 12 novembre 2011, avec la démission de Berlusconi.
Le 8 mai 2013, grâce à l'abstention des sénateurs du Parti démocrate, il est élu président de la commission permanente de la Justice au Sénat, en raison d'un accord avec Le Peuple de la liberté.